# Opuntia staffordae
Opuntia staffordae là một loài thực vật có hoa trong họ Cactaceae. Loài này được Bullock mô tả khoa học đầu tiên năm 1939.